# Julius Emil Kayser-Petersen
Julius Emil Kayser-Petersen (* 23. Juli 1886 in Weißenburg; † 16. November 1954 in Jena) war ein deutscher Internist und Tuberkuloseforscher.

## Leben
Julius Kayser-Petersen absolvierte nach dem Ende seiner Schullaufbahn ein Studium der Medizin an den Universitäten Freiburg, München und Kiel. Er wurde 1912 in Freiburg zum Dr. med. promoviert mit einer Dissertation Ueber den Fettinfarkt der Niere. Ebenfalls 1912 wurde er approbiert. Danach war er als Mediziner zunächst in Freiburg tätig. Am Ersten Weltkrieg nahm er als Militärarzt teil. Nach Kriegsende wirkte er ab 1919 als Oberarzt im Frankfurter  Hospital zum heiligen Geist. Ab 1923 übernahm er die medizinische Leitung der Tuberkulosefürsorgestelle an der Medizinischen Universitäts-Poliklinik Jena.
Ab 1925 war er zudem langjähriger Geschäftsführer der Deutschen Tuberkulosegesellschaft. Er habilitierte sich 1930 für Innere Medizin. Danach wirkte er in Jena zunächst als Privatdozent und ab 1936 als außerordentlicher Professor.
Während der Weimarer Republik gehörte er ab 1924 dem Stahlhelm, Bund der Frontsoldaten an. Zu Beginn der Zeit des Nationalsozialismus nahm er 1933 an den rassenpolitischen Schulungen in der Staatsschule für Führertum und Politik des Thüringischen Landesamts für Rassewesen in Egendorf teil. Am 21. Januar 1936 beantragte er die Aufnahme in die NSDAP und wurde zum 1. April desselben Jahres aufgenommen (Mitgliedsnummer 3.933.722).
Von 1940 bis 1945 war er Generalsekretär und Vizepräsident des Reichstuberkuloseausschusses.  Zeitgleich war er Tuberkulosereferent in der Abteilung Gesundheitswesen und Volkspflege (Abt. 4) des Reichsinnenministeriums. In diesen Funktionen war er in führender Funktion in „der Tuberkulosebekämpfung Vermittler zwischen Ärzteschaft und Politikern“ und gehörte zu den „einflussreichsten Medizinalbeamten in der Zeit des Nationalsozialismus“.
Nach Kriegsende kehrte er nach Jena zurück, wo er bis 1953 wieder als Leiter der Tuberkulosefürsorgestelle und Hochschullehrer wirkte. Zudem war er Beratender Tuberkulosearzt des Ministeriums für Gesundheitswesen der DDR. Ab 1951 gehörte er der Akademie der Wissenschaften der DDR an.  Kayser-Petersen fungierte als Chefredakteur und Herausgeber der ab 1949 wieder erscheinenden Zeitschrift für Tuberkulose. Ihm wurde 1953 der Titel Verdienter Arzt des Volkes verliehen.